# Demência precoce

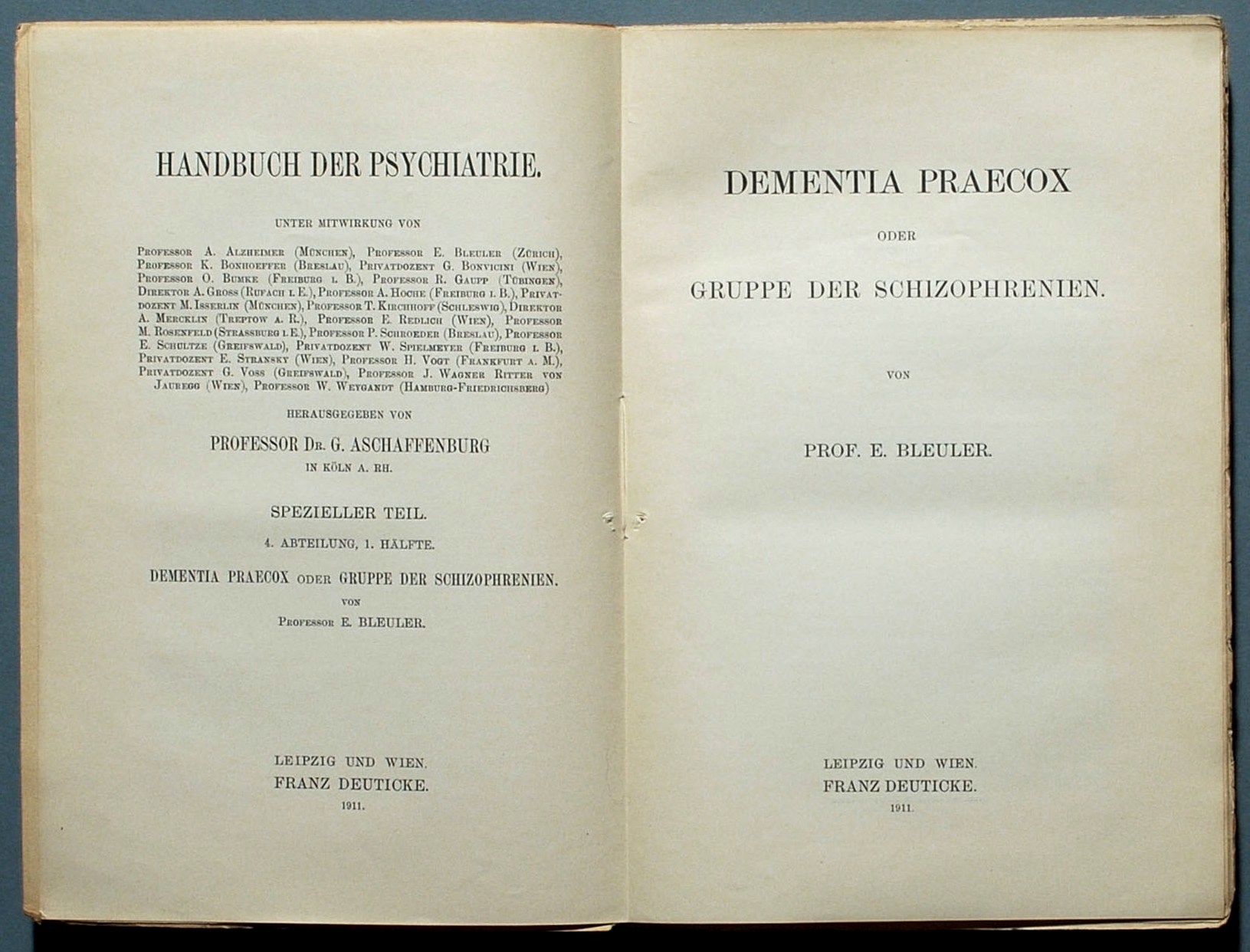
Uma monografia de Eugen Bleuler sobre demência precoce (1911)

Demência precoce ("demência prematura" ou "loucura precoce") é um diagnóstico psiquiátrico em desuso que originalmente designava um transtorno psicótico crônico e deteriorante caracterizado por rápida desintegração cognitiva, geralmente iniciando no final da adolescência ou início da idade adulta. Ao longo dos anos, o termo "demência precoce" foi gradualmente substituído pelo termo esquizofrenia, que inicialmente incluía o que hoje é considerado o espectro autista.
O termo demência precoce foi utilizado pela primeira vez pelo psiquiatra alemão Heinrich Schüle em 1880.
Também foi utilizado em 1891 por Arnold Pick (1851–1924), professor de psiquiatria na Universidade Carolina. Em um breve relato clínico, ele descreveu uma pessoa com um transtorno psicótico semelhante à hebefrenia (uma condição psicótica de início na adolescência).
O psiquiatra alemão Emil Kraepelin (1856–1926) popularizou o termo demência precoce em suas primeiras descrições detalhadas em manuais de uma condição que eventualmente se tornou um conceito de doença diferente, mais tarde rotulado como esquizofrenia. Kraepelin reduziu as complexas taxonomias psiquiátricas do século XIX, dividindo-as em duas classes: psicose maníaco-depressiva e demência precoce. Essa divisão, comumente referida como a dicotomia kraepeliniana, teve um impacto fundamental na psiquiatria do século XX, embora também tenha sido questionada.
A perturbação primária na demência precoce era vista como uma interrupção na função cognitiva ou mental, afetando atenção, memória e comportamento dirigido a metas. Kraepelin contrastava isso com a psicose maníaco-depressiva, agora chamada de transtorno bipolar, e também com outras formas de transtorno do humor, incluindo transtorno depressivo maior. Ele eventualmente concluiu que não era possível distinguir suas categorias com base em sintomas.
Kraepelin via a demência precoce como uma doença progressivamente deteriorante da qual ninguém se recuperava. No entanto, até 1913, e de forma mais explícita até 1920, Kraepelin admitiu que, embora pudesse haver um defeito cognitivo residual na maioria dos casos, o prognóstico não era uniformemente tão sombrio quanto ele havia afirmado na década de 1890. Ainda assim, ele a considerava um conceito de doença específico que implicava uma loucura incurável e inexplicável.

## História
A história da demência precoce é realmente a história da psiquiatria como um todo.— Adolf Meyer

### Primeiro uso do termo

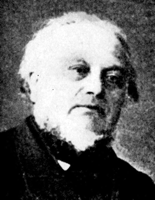
Benedict Augustin Morel (1809–1873)

Demência é um termo antigo que tem sido usado desde pelo menos o tempo de Lucrécio em 50 a.C., onde significava "estar fora de si". Até o século XVII, demência referia-se a estados de deterioração cognitiva e comportamental levando à incompetência psicossocial. Essa condição poderia ser inata ou adquirida, e o conceito não fazia referência a uma condição necessariamente irreversível. É um conceito na noção popular de incapacidade psicossocial que forma a base para a ideia de incapacidade legal. No século XVIII, no período em que o termo entrou no discurso médico europeu, conceitos clínicos foram adicionados à compreensão vernacular, de modo que a demência agora estava associada a déficits intelectuais provenientes de qualquer causa e em qualquer idade. No final do século XIX, o 'paradigma cognitivo' moderno de demência estava se consolidando. Isso sustenta que a demência é entendida em termos de critérios relacionados à etiologia, idade e curso, excluindo ex-membros da família dos dementes, como adultos com trauma craniano adquirido ou crianças com déficits cognitivos. Além disso, agora era compreendida como uma condição irreversível, e um destaque particular foi colocado na perda de memória em relação à deterioração das funções intelectuais.
O termo démence précoce (demência precoce em francês) foi usado de passagem para descrever as características de um subconjunto de jovens pacientes mentais pelo médico francês Bénédict Augustin Morel em 1852 no primeiro volume de Études cliniques e o termo é usado com mais frequência em seu livro didático Traité des maladies mentales que foi publicado em 1860. Morel, cujo nome é associado ao conceito religiosamente inspirado pela ideia da degeneração em psiquiatria, usou o termo de maneira descritiva e não para definir uma categoria diagnóstica específica e nova. Foi aplicado como meio de distinguir um grupo de jovens com "estupor". Como tal, sua condição era caracterizada por um torpor, enervação e desordem da vontade e estava relacionada à categoria diagnóstica de melancolia. Ele não concebeu seu estado como irreversível e, assim, seu uso do termo demência era equivalente ao formado no século XVIII, como descrito acima.
Embora alguns tenham tentado interpretar, de maneira qualificada, o uso por Morel do termo démence précoce como equivalente à descoberta da esquizofrenia, outros argumentaram convincentemente que o uso descritivo do termo por Morel não deve ser considerado de forma alguma como precursor ao conceito de doença de demência praecox de Kraepelin. Isso se deve ao fato de que seus conceitos de demência diferiam significativamente entre si, com Kraepelin empregando o sentido mais moderno da palavra e Morel não descrevendo uma categoria diagnóstica. Na verdade, até o advento de Pick e Kraepelin, o termo de Morel havia desaparecido sem deixar rastros e há poucas evidências sugerindo que Pick ou, de fato, Kraepelin estavam cientes do uso do termo por Morel até muito tempo depois de terem publicado seus próprios conceitos de doença com o mesmo nome. Como Eugène Minkowski afirmou: "Um abismo separa a demência precoce de Morel da de Kraepelin."
Morel descreveu vários transtornos psicóticos que terminavam em demência, e como resultado, ele pode ser considerado o primeiro alienista ou psiquiatra a desenvolver um sistema diagnóstico com base no resultado presumido, em vez da apresentação atual de sinais e sintomas. No entanto, Morel não realizou pesquisas de longo prazo ou pesquisa quantitativa sobre o curso e desfecho da demência precoce (Kraepelin seria o primeiro na história a fazer isso), então esse prognóstico era baseado em especulação. É impossível discernir se a condição brevemente descrita por Morel era equivalente ao transtorno posteriormente chamado de demência precoce por Pick e Kraepelin.

### Componente temporal

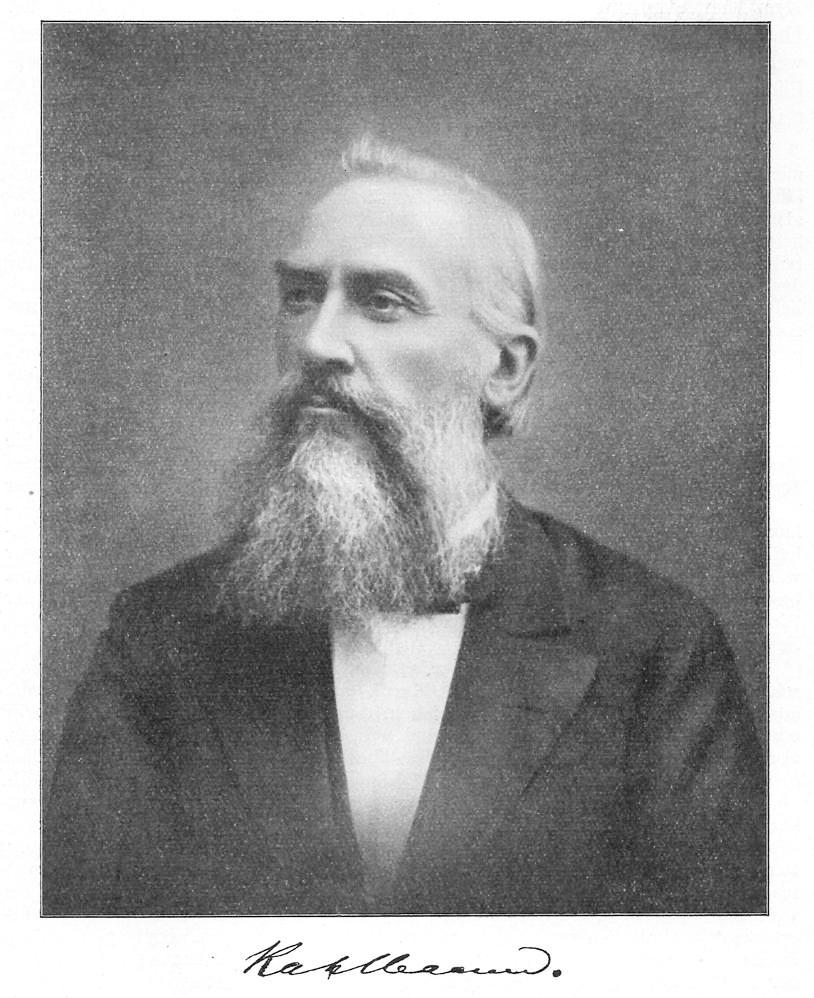
Karl Ludwig Kahlbaum (1828–1899)

A nosologia psiquiátrica no século XIX era caótica e caracterizada por um mosaico conflitante de sistemas contraditórios. As categorias de doenças psiquiátricas eram baseadas em observações de curto prazo e transversais de pacientes, das quais eram derivados os sinais e sintomas putativos característicos de um determinado conceito de doença. Os paradigmas psiquiátricos dominantes que conferiram uma aparência de ordem a essa imagem fragmentada foram a teoria da degeneração moreliana e o conceito de "psicose unitária", a Einheitspsychose. Essa última noção, derivada do psiquiatra belga Joseph Guislain (1797–1860), sustentava que a variedade de sintomas atribuídos à doença mental eram manifestações de um único processo subjacente de doença. Embora essas abordagens tivessem um aspecto diacrônico, careciam de uma concepção de doença mental que abrangesse uma noção coerente de mudança ao longo do tempo em termos do curso natural da doença e com base na observação empírica da sintomatologia em evolução.
Em 1863, o psiquiatra baseado em Danzig, Karl Ludwig Kahlbaum (1828–1899) publicou seu texto sobre nosologia psiquiátrica Die Gruppierung der psychischen Krankheiten. Embora, com o passar do tempo, este trabalho tenha se mostrado profundamente influente, quando foi publicado, foi praticamente ignorado pela academia alemã, apesar do sistema sofisticado de classificação de doenças que propunha. Neste livro, Kahlbaum categorizou certas formas típicas de psicose (vesania typica) como um tipo coeso com base em sua natureza progressiva compartilhada, que, argumentou ele, traía um processo degenerativo contínuo. Para Kahlbaum, o processo de doença de vesania typica era distinguido pela passagem do paciente por fases de doença claramente definidas: uma fase melancólica; uma fase maníaca; uma fase confusional; e finalmente uma fase demente.
Em 1866, Kahlbaum tornou-se diretor de uma clínica psiquiátrica privada em Görlitz (Prússia, hoje Saxônia, uma pequena cidade perto de Dresden). Ele foi acompanhado por seu assistente mais jovem, Ewald Hecker (1843–1909), e durante uma colaboração de dez anos, realizaram uma série de estudos de pesquisa em pacientes psicóticos jovens que se tornariam uma influência importante no desenvolvimento da psiquiatria moderna.
Juntos, Kahlbaum e Hecker foram os primeiros a descrever e nomear síndromes como distimia, ciclotimia, paranoia, catatonia e hebefrenia. Talvez sua contribuição mais duradoura para a psiquiatria tenha sido a introdução do "método clínico" da medicina para o estudo de doenças mentais, um método agora conhecido como psicopatologia.
Quando o elemento temporal foi adicionado ao conceito de diagnóstico, este tornou-se mais do que apenas uma descrição de uma coleção de sintomas: o diagnóstico passou a ser definido também pelo prognóstico. Uma característica adicional do método clínico era que os sintomas característicos que definem síndromes deveriam ser descritos sem qualquer pressuposto prévio de patologia cerebral (embora tais vínculos fossem feitos mais tarde, à medida que o conhecimento científico progredia). Karl Kahlbaum fez um apelo à adoção do método clínico em psiquiatria em seu livro de 1874 sobre catatonia. Sem Kahlbaum e Hecker, não haveria demência precoce.
Ao ser nomeado professor titular de psiquiatria na Universidade de Dorpat (hoje Tartu, Estônia) em 1886, Kraepelin proferiu uma palestra inaugural para a faculdade delineando seu programa de pesquisa para os anos seguintes. Atacando a "mitologia cerebral" de Meynert e as posições de Griesinger e Gudden, Kraepelin defendeu que as ideias de Kahlbaum, então uma figura marginal e pouco conhecida na psiquiatria, deveriam ser seguidas. Portanto, argumentou ele, um programa de pesquisa sobre a natureza da doença psiquiátrica deveria observar um grande número de pacientes ao longo do tempo para descobrir o curso que a doença mental poderia tomar. Também foi sugerido que a decisão de Kraepelin de aceitar o cargo em Dorpat foi informada pelo fato de que lá ele poderia esperar adquirir experiência com pacientes crônicos e isso, presumivelmente, facilitaria o estudo longitudinal da doença mental.

### Componente quantitativo
Ao entender que os métodos diagnósticos objetivos devem ser baseados na prática científica, Kraepelin conduziu experimentos psicológicos e com drogas em pacientes e sujeitos normais por algum tempo quando, em 1891, deixou Dorpat e assumiu o cargo de professor e diretor da clínica psiquiátrica na Universidade de Heidelberg. Lá, ele estabeleceu um programa de pesquisa com base na proposta de Kahlbaum para uma abordagem clínica qualitativa mais exata e em sua própria inovação: uma abordagem quantitativa envolvendo a coleta meticulosa de dados ao longo do tempo de cada novo paciente admitido na clínica (em vez de apenas os casos interessantes, como era o hábito até então).
Kraepelin acreditava que, ao descrever minuciosamente todos os novos pacientes da clínica em fichas, que ele vinha utilizando desde 1887, poderia-se eliminar o viés do pesquisador no processo de investigação. Ele descreveu o método em suas memórias publicadas postumamente:

... após o primeiro exame detalhado de um novo paciente, cada um de nós tinha que colocar uma nota [em uma "caixa de diagnóstico"] com seu diagnóstico escrito. Após algum tempo, as notas eram retiradas da caixa, os diagnósticos eram listados, e o caso era encerrado, a interpretação final da doença era adicionada ao diagnóstico original. Dessa forma, pudemos ver que tipo de erros foram cometidos e pudemos acompanhar as razões para o diagnóstico original incorreto.
A quarta edição de seu livro didático, Psychiatrie, publicada em 1893, dois anos após sua chegada a Heidelberg, continha algumas impressões dos padrões que Kraepelin começara a encontrar em suas fichas. O prognóstico começou a ser destacado ao lado de sinais e sintomas na descrição dos síndromes, e ele adicionou uma classe de transtornos psicóticos designados "processos degenerativos psíquicos", três dos quais foram emprestados de Kahlbaum e Hecker: demência paranoide (um tipo degenerativo da paranoia de Kahlbaum, com início súbito), catatonia (segundo Kahlbaum, 1874) e demência precoce, (hebefrenia de Hecker de 1871). Kraepelin continuou a equiparar demência precoce com hebefrenia pelos próximos seis anos.
Na quinta edição de março de 1896 de Psychiatrie, Kraepelin expressou confiança de que seu ensaio método clínico, envolvendo análise de dados tanto qualitativos quanto quantitativos derivados da observação de longo prazo de pacientes, produziria diagnósticos confiáveis, incluindo prognósticos:

O que me convenceu da superioridade do método clínico de diagnóstico (seguido aqui) sobre o tradicional foi a certeza com que podíamos prever (em conjunto com nosso novo conceito de doença) o curso futuro dos eventos. Graças a isso, o estudante pode agora encontrar seu caminho com mais facilidade no difícil campo da psiquiatria.
Nesta edição, a demência precoce ainda é essencialmente a hebefrenia, e ela, demência paranoide e catatonia são descritas como transtornos psicóticos distintos entre os "transtornos metabólicos que levam à demência".

## Influência de Kraepelin no próximo século

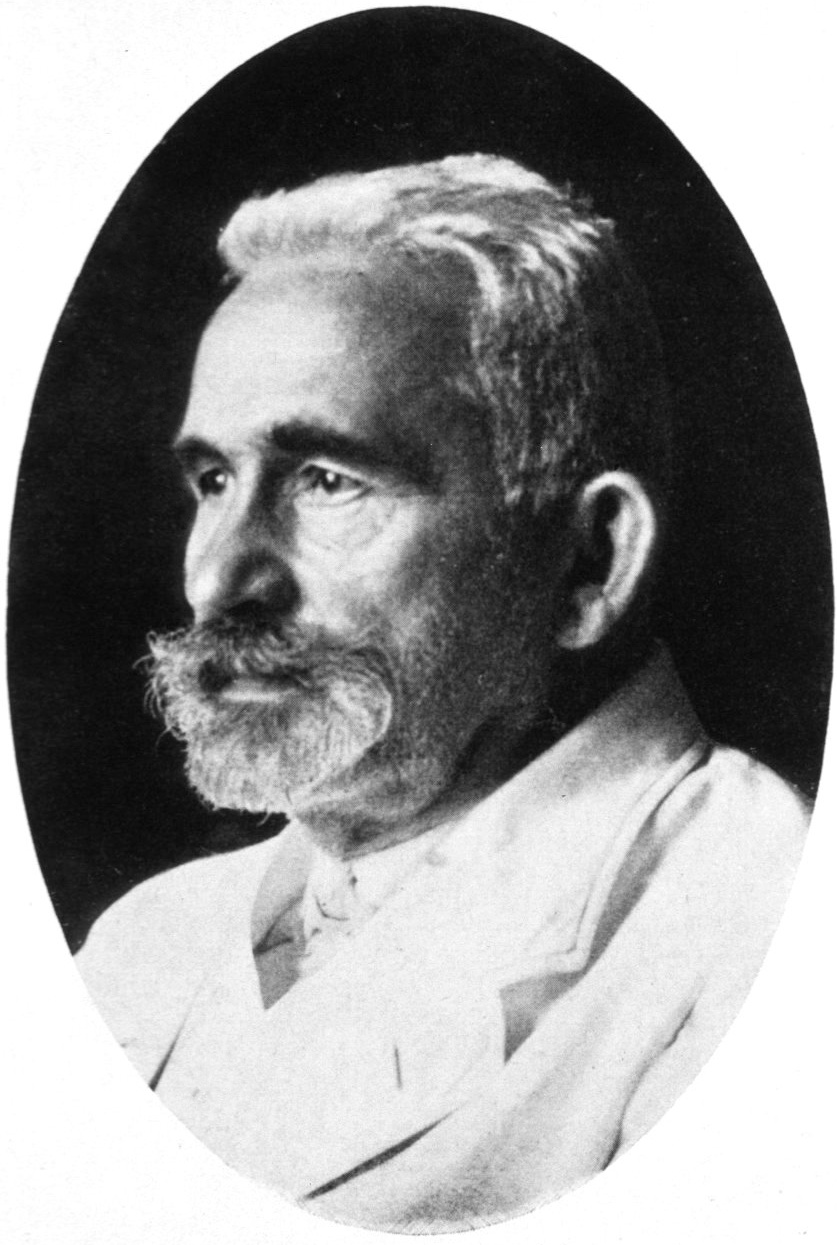
Emil Kraepelin c. 1920

Na edição de 1899 (6ª) de Psychiatrie, Kraepelin estabeleceu um paradigma para a psiquiatria que dominaria o século seguinte, classificando a maioria das formas reconhecidas de insanidade em duas categorias principais: demência precoce e doença maníaco-depressiva. A demência precoce era caracterizada por um funcionamento intelectual desordenado, enquanto a doença maníaco-depressiva era principalmente um distúrbio do afeto ou do humor; e a primeira apresentava deterioração constante, praticamente nenhuma recuperação e um mau prognóstico, enquanto a última apresentava períodos de exacerbação seguidos por períodos de remissão e muitas recuperações completas. A classe demência precoce incluía os transtornos psicóticos paranoides, catatônicos e hebefrênicos, e essas formas eram encontradas no Manual Diagnóstico e Estatístico de Transtornos Mentais até a quinta edição, lançada em maio de 2013. Esses termos, no entanto, ainda são encontrados na nomenclatura psiquiátrica geral.

### Mudança no prognóstico
Na sétima edição, 1904, de Psychiatrie, Kraepelin aceitou a possibilidade de que um pequeno número de pacientes pudesse se recuperar da demência precoce. Eugen Bleuler relatou em 1908 que, em muitos casos, não havia um declínio progressivo inevitável, havia remissão temporária em alguns casos e até casos de recuperação quase completa com a retenção de algum defeito residual. Na oitava edição do livro didático de Kraepelin, publicada em quatro volumes entre 1909 e 1915, ele descreveu onze formas de demência, e a demência precoce foi classificada como uma das "demências endógenas". Modificando seu prognóstico anterior mais sombrio de acordo com as observações de Bleuler, Kraepelin relatou que cerca de 26% de seus pacientes experimentaram remissão parcial dos sintomas. Kraepelin morreu enquanto trabalhava na nona edição de Psychiatrie com Johannes Lange (1891–1938), que a concluiu e a trouxe à publicação em 1927.

### Causa
Embora seu trabalho e o de seus colegas de pesquisa tivessem revelado um papel para a hereditariedade, Kraepelin percebeu que nada poderia ser afirmado com certeza sobre a etiologia da demência precoce. Ele deixou de lado especulações sobre doenças cerebrais ou neuropatologia em suas descrições diagnósticas. No entanto, a partir da edição de 1896, Kraepelin deixou claro que acreditava que a intoxicação do cérebro, "auto-intoxicação", provavelmente por hormônios sexuais, poderia estar na origem da demência precoce - uma teoria também considerada por Eugen Bleuler. Ambos os teóricos insistiram que a demência precoce é um distúrbio biológico, não um produto de trauma psicológico. Assim, em vez de uma doença de degeneração hereditária ou de patologia cerebral estrutural, Kraepelin acreditava que a demência precoce era devido a um processo sistêmico ou de "corpo inteiro", provavelmente metabólico, que afetava gradualmente muitos tecidos e órgãos do corpo antes de afetar o cérebro em uma cascata final decisiva. Kraepelin, reconhecendo a demência precoce em pacientes chineses, japoneses, tâmeis e malaios, sugeriu na oitava edição do Psychiatrie que, "devemos, portanto, procurar a verdadeira causa da demência precoce em condições que estão espalhadas por todo o mundo, que assim não se encontram em raça ou clima, em alimentos ou em qualquer outra circunstância geral da vida..."

### Tratamento
Kraepelin experimentou com a hipnose, mas considerou insatisfatório, e desaprovou a introdução, sem evidências, das suposições psicogênicas por Freud e Jung na interpretação e tratamento de doenças mentais. Ele argumentou que, sem conhecer a causa subjacente da demência precoce ou da doença maníaco-depressiva, não poderia haver tratamento específico para a doença e recomendou o uso de banhos longos e o uso ocasional de drogas como opiáceos e barbitúricos para a melhoria do sofrimento, além de atividades ocupacionais, quando adequadas, para todos os pacientes institucionalizados. Com base na teoria de que a demência precoce é produto de auto-intoxicação originada nas glândulas sexuais, Kraepelin experimentou, sem sucesso, com injeções de tireoide, gônadas e outros extratos glandulares.

### Propagação do termo

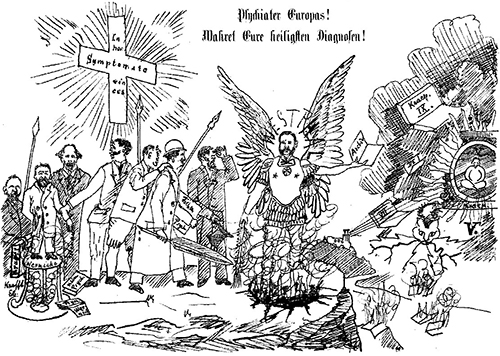
"Psiquiatras da Europa! Protejam seus diagnósticos santificados!" Um desenho satírico de Emil Kraepelin baseado em uma famosa pintura política contemporânea (abaixo).

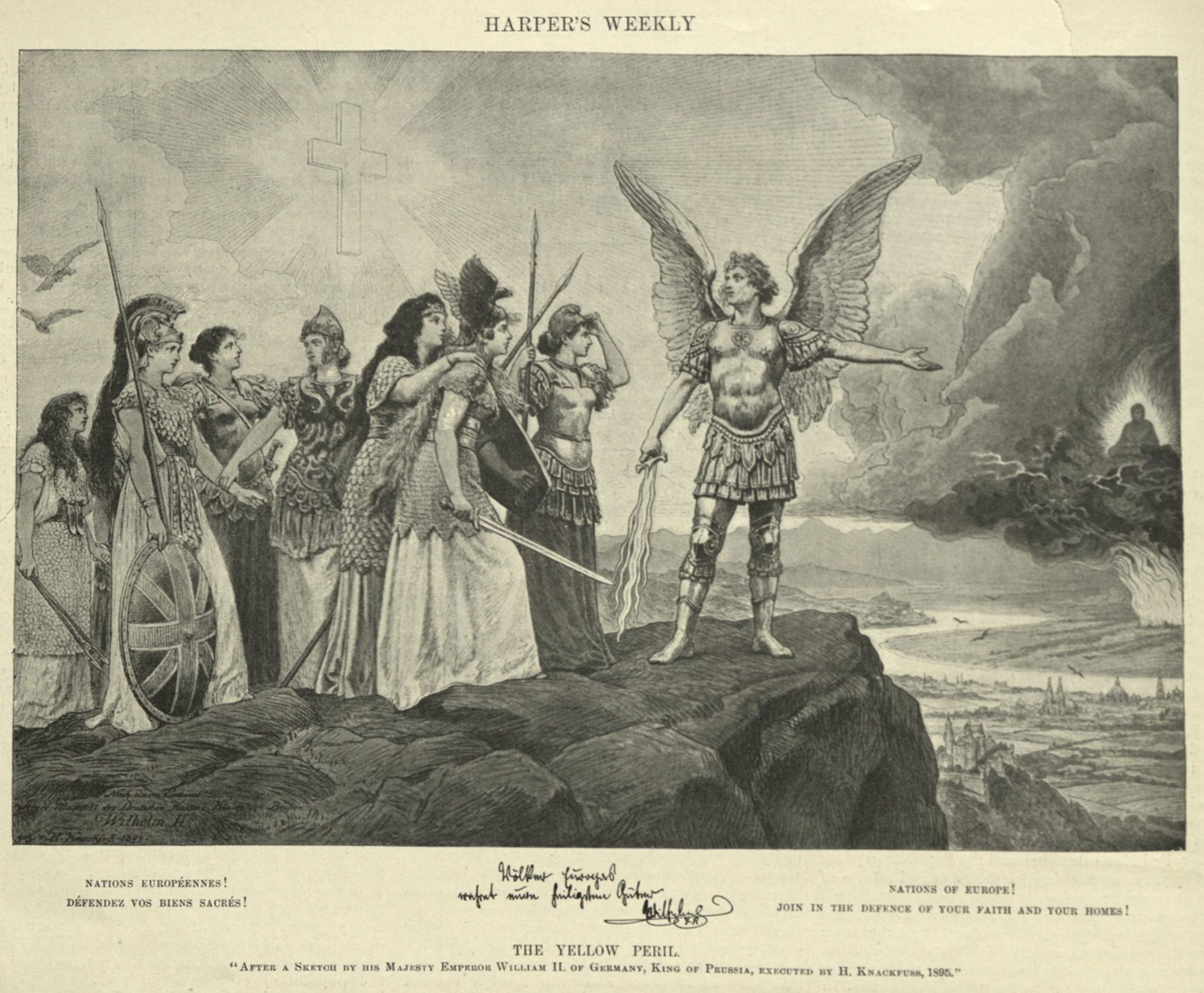
A pintura política Völker Europas, wahrt eure heiligsten Güter ("Povos da Europa, defendam seus tesouros sagrados!")

Kraepelin observou a disseminação de seu novo conceito de doença quando, em 1899, enumerou a aparição do termo em quase vinte artigos na imprensa médica de língua alemã. Nos primeiros anos do século XX, os dois pilares da dicotomia kraepeliniana, demência precoce e psicose maníaco-depressiva, foram adotados diligentemente em contextos clínicos e de pesquisa entre a comunidade psiquiátrica germânica. Conceitos psiquiátricos em língua alemã eram sempre introduzidos muito mais rapidamente na América (do que, por exemplo, na Grã-Bretanha), onde médicos alemães, suíços e austríacos emigrados criaram a psiquiatria americana. O suíço Adolf Meyer (1866–1950), possivelmente o psiquiatra mais influente na América na primeira metade do século XX, publicou a primeira crítica à demência precoce em uma resenha de livro de 1896 da 5ª edição do livro-texto de Kraepelin. No entanto, somente em 1900 e 1901 as primeiras três publicações americanas sobre a demência precoce apareceram, uma das quais era uma tradução de algumas seções da 6ª edição de 1899 de Kraepelin sobre demência precoce.
Adolf Meyer foi o primeiro a aplicar o novo termo diagnóstico na América. Ele o usou no Worcester Lunatic Hospital no estado de Massachusetts no outono de 1896. Ele também foi o primeiro a usar o termo "esquizofrenia" de Eugen Bleuler (na forma de "reação esquizofrênica") em 1913 na Clínica Psiquiátrica Henry Phipps do Johns Hopkins Hospital.
A disseminação do conceito de doença de Kraepelin para o mundo de língua inglesa foi facilitada em 1902, quando Ross Diefendorf, professor de psiquiatria em Yale, publicou uma versão adaptada da sexta edição do Lehrbuch der Psychiatrie. Isso foi republicado em 1904 e com uma nova versão, baseada na sétima edição do Lehrbuch de Kraepelin, aparecendo em 1907 e sendo reeditada em 1912. Tanto a demência precoce (em suas três formas clássicas) quanto a "psicose maníaco-depressiva" ganharam maior popularidade nas instituições maiores no leste dos Estados Unidos depois de serem incluídas na nomenclatura oficial de doenças e condições para registro no Bellevue Hospital em Nova York em 1903. O termo sobreviveu devido à sua promoção nas publicações do National Committee on Mental Hygiene (fundado em 1909) e no Eugenics Records Office (1910). Mas talvez a razão mais importante para a longevidade do termo de Kraepelin foi sua inclusão em 1918 como uma categoria diagnóstica oficial no sistema uniforme adotado para o registro estatístico comparativo em todas as instituições mentais americanas, The Statistical Manual for the Use of Institutions for the Insane. Suas muitas revisões serviram como o esquema oficial de classificação diagnóstica na América até 1952, quando a primeira edição do Diagnostic and Statistical Manual: Mental Disorders, ou DSM-I, apareceu. A demência precoce desapareceu da psiquiatria oficial com a publicação do DSM-I, substituída pela hibridização Bleuler/Meyer, "reação esquizofrênica".
A esquizofrenia foi mencionada como um termo alternativo para demência precoce no Statistical Manual de 1918. Tanto no trabalho clínico quanto na pesquisa, entre 1918 e 1952, cinco termos diferentes foram usados de forma intercambiável: demência precoce, esquizofrenia, demência precoce (esquizofrenia), esquizofrenia (demência precoce) e reação esquizofrênica. Isso tornou a literatura psiquiátrica da época confusa, pois, em sentido estrito, a doença de Kraepelin não era a mesma doença de Bleuler. Elas foram definidas de maneira diferente, tinham parâmetros populacionais diferentes e conceitos diferentes de prognóstico.
A aceitação da demência precoce como diagnóstico aceito na psiquiatria britânica veio mais lentamente, talvez apenas se consolidando por volta da época da Primeira Guerra Mundial. Houve uma oposição substancial ao uso do termo "demência" como um fato falso, em parte devido às descobertas de remissão e recuperação. Alguns argumentaram que diagnósticos existentes, como "insanidade delirante" ou "insanidade adolescente", eram melhores ou mais claramente definidos. Na França, uma tradição psiquiátrica em relação aos distúrbios psicóticos antecedeu Kraepelin, e os franceses nunca adotaram completamente o sistema de classificação de Kraepelin. Em vez disso, os franceses mantiveram um sistema de classificação independente ao longo do século XX. A partir de 1980, quando o DSM-III (Diagnostic and Statistical Manual of Mental Disorders) remodelou totalmente o diagnóstico psiquiátrico, a psiquiatria francesa começou finalmente a alterar suas visões de diagnóstico para convergir com o sistema norte-americano, Kraepelin conquistou assim finalmente a França através da América.

## De demência precoce para esquizofrenia
Devido à influência de alienistas como Adolf Meyer, August Hoch, George Kirby, Charles Macphie Campbell, Smith Ely Jelliffe e William Alanson White, as teorias psicogênicas da demência precoce dominaram a cena americana até 1911. Em 1925, a esquizofrenia de Bleuler ganhou destaque como uma alternativa à demência precoce de Kraepelin. Quando as perspectivas freudianas se tornaram influentes na psiquiatria americana na década de 1920, a esquizofrenia tornou-se um conceito "atraente". Bleuler correspondia com Freud e estava ligado ao movimento psicanalítico de Freud, e a inclusão de interpretações freudianas dos sintomas da esquizofrenia em suas publicações sobre o assunto, assim como as de C.G. Jung, facilitaram a adoção de sua versão mais abrangente de demência precoce (esquizofrenia) na América, em contraste com a visão mais estreita e prognosticamente mais negativa de Kraepelin.
O termo "esquizofrenia" foi primeiro aplicado por alienistas e neurologistas americanos em consultórios particulares até 1909 e oficialmente em ambientes institucionais em 1913, mas levou muitos anos para ser aceito. A primeira menção ocorreu no The New York Times em 1925. Até 1952, os termos demência precoce e esquizofrenia eram usados indistintamente na psiquiatria americana, com uso ocasional dos termos híbridos "demência precoce (esquizofrenia)" ou "esquizofrenia (demência precoce)".

## Manuais de diagnóstico
As edições do Diagnostic and Statistical Manual of Mental Disorders desde a primeira em 1952 refletiam visões da esquizofrenia como "reações" ou "psicogênicas" (DSM-I), ou como manifestações das noções freudianas de "mecanismos de defesa" (como no DSM-II de 1969, no qual os sintomas da esquizofrenia eram interpretados como "psicologicamente auto-protetores"). Os critérios de diagnóstico eram vagos, mínimos e amplos, incluindo conceitos que não existem mais ou que agora são rotulados como transtornos de personalidade (por exemplo, transtorno de personalidade esquizotípica). Também não havia menção ao prognóstico sombrio feito por Kraepelin. A esquizofrenia parecia ser mais prevalente, mais psicogênica e mais tratável do que Kraepelin ou Bleuler teriam permitido.